# 9651 Arii-SooHoo
9651 Arii-SooHoo là một tiểu hành tinh vành đai chính với chu kỳ quỹ đạo là 1400.6431053 ngày (3.83 năm).
Nó được phát hiện ngày 7 tháng 1 năm 1996.